# Ilê Ogunjá
Ilê Ogunjá- Casa de Candomblé localizada em Salvador, Bahia, fundada pelo sacerdote Procópio Xavier de Souza, também conhecido como Procópio de Ogum, o local onde se encontra a casa no bairro Engenho Velho de Brotas a atual Avenida General Graça Lessa é conhecida pela população pelo nome de Avenida Vale do Ogunjá em sua homenagem e de seu Orixá a palavra original é Ogum Já uma qualidade de Ogum do Candomblé Queto.
Durante o período do Estado Novo os terreiros de candomblé eram proibidos de tocar atabaques ou fazer qualquer tipo de festa. O Ilê Ogunjá foi invadido pela polícia, tinha a frente o delegado Pedrito Gordo que prendeu Procópio e todos que estavam em sua casa bem como atabaques e objetos de culto.
Em 17/08/1974 (Salvador/BA), foi fundada a Sociedade "Terreiro de Ogunjá". Sociedade Civil de caráter religioso e de pesquisa da religiosidade afro-brasileira, dando continuidade ao trabalho do fundador do Ilê Ogunjá. Sede: Fim de Linha, Luiz Anselmo no. 204 - Baixão - Matatu.
Em 2014, o Ilê de Ogunjá foi reaberto por Edna Souza, filha adotiva e herdeira universal do patrimônio de Procópio de Ogum.